# Пйотр Ожаровський

Герб Равич.

Пйотр Ожаро́вський (пол. Piotr Ożarowski; 1725 — 9 травня 1794) — державний, політичний і військовий діяч Речі Посполитої. Представник шляхетського роду Ожаровських гербу Равич. Останній великий гетьман коронний (1793—1794). Генерал-майор (з 1757) і генерал-лейтенант (з 1761) коронних військ, писар великий коронний (1768—1775). Войницький каштелян (з 1781). Шеф 12-го піхотного коронного полку (1785-1786), генерал-лейтенант Малопольської дивізії (1792). Член Гродненської конфедерації 1793 року. Командувач Малопольської дивізії (1792), шеф Піхотної коронної гвардії (1793—1794).

## Біографія
Син великого підстолія коронного і великого обозного коронного Єжи Марціна Ожаровського (бл. 1690-1742) і Констанції Бобровніцької. Походив з дрібної мазовецької шляхти. Обрав для себе військову кар'єру, спочатку служив у пруській армії, потім перейшов на службу в польську коронну армію.
1767 року став кавалером ордена Святого Станіслава. Обіймав посади каштеляна войницького з 1781 року і гетьмана великого коронного (19 листопада 1793 - 1794). У 1773 році був нагороджений Орденом Білого Орла. Був прихильником польського короля Станіслава Августа.
Співпрацював з російським послом у Варшаві Стакельбергом, який платив йому платню. У 1792 році приєднався до Торговицької конфедерації. У травні 1794 року під час повстання Костюшка разом з іншими учасниками Торговицької конфедерації був засуджений до смертної кари і повішений у Варшаві.

## Сім'я
Був двічі одружений. Його першою дружиною була Маріанна Джербіцька, від шлюбу з якою мав чотирьох синів: Адама, Казімєжа, Северина та Францішека. Вдруге одружився з Ельжбетою Пац — донькою старости пінського та вілейського Пйотра Паца (помер 1756 р.). Мали 3-х синів: Єжи, Каєтана, Станіслава.
Старший син Адам (від першої дружини) став генералом російської армії, брав участь у війні проти Наполеона.